# Andreas Kometz
Andreas Kometz (* 30. Juli 1958; † 11. Oktober 2018) war ein deutscher Chemiker und Chemiedidaktiker.
Nach seinem Schulbesuch von 1965 bis 1977 begann er 1980 ein Lehramtsstudium, das er durch ein Sprachstudium in Portugiesisch ergänzte. Von 1985 bis 1989 arbeitete er als Fachlehrer für Chemie und Mathematik und war Klassenleiter in der gymnasialen Oberstufe. Ab 1989 war er bei Rudi Kuhnert und Wolf-Dieter Legall wissenschaftlicher Mitarbeiter in der Abteilung Didaktik der Chemie an der Martin-Luther-Universität Halle-Wittenberg; 1991 wurde er amtierender Leiter dieser Abteilung, zugleich Mitglied in mehreren Gremien der Universität. Ab 1993 vertrat er die Stelle eines wissenschaftlichen Assistenten dieser Abteilung, die inzwischen von Heinz Obst geleitet wurde. 1996 promovierte er bei Obst und Legall mit einer chemiedidaktischen Themenstellung und bekleidete ebendort die Stelle eines wissenschaftlichen Assistenten bis 2002, um dann zu Walter Jansen an die Carl von Ossietzky Universität Oldenburg zu wechseln. Ab 2005 war Kometz Professor für Didaktik der Chemie an der Friedrich-Alexander-Universität Erlangen-Nürnberg.
Kometz war Autor zahlreicher Fachartikel und Fachbücher sowie im wissenschaftlichen Beirat der Fachzeitschriften Chemie in der Schule sowie Praxis der Naturwissenschaften – Chemie in der Schule.